# Таинственный портал
Таинственный портал - совместная работа Southern Star (Австралия) и Magma Films (Ирландия), по заказу ирландской телерадиовещательной компании RTE и австралийского Channel 9. Его бюджет: 9 000 000$. Первый показ по телевидению состоялся в Австралии в 2004 году. В России  "Таинственный Портал"  транслировался телеканалами "СТС" и "Бибигон", а также "Карусель".
Австралийско-ирландский сериал 2004 года. Повествующий о перемещениях из Австралии в Ирландию австралийского парня Бретта Миллера и ирландской девочки Ханны. Это история двух подростков, которые буквально "вломились" в жизнь друг друга, пройдя через "магнитный тоннель" между Австралией и Ирландией.  Герои не собираются делиться своим секретом с окружающими, но скрыть подобную находку довольно трудно. Перед нами настоящая комедия положений, с динамичным и оригинальным сюжетом. Живописные и достоверные виды Австралии и Ирландии, ненавязчивый юмор и множество головокружительных переделок, выпутаться из которых на первый взгляд невозможно - всё это щедро представлено в сериале. На разработку сценария ушло четыре года, и по результату видно, что время было потрачено не зря.

## Сюжет
Австралийский школьник Бретт Миллер переезжает в новый дом, в подвале которого находит портал в другое измерение. Пройдя сквозь него, Бретт оказывается в Ирландии в школе-пансионе. Там он знакомится с Ханной О’Флахерти, которая помогает ему выпутаться из неприятной ситуации и в награду просит показать ей Австралию. Незнакомые места, другая культура – тайные путешествия вовлекают героев в череду весёлых заварушек; но нужно справляться, если хочешь получить лучшее из обоих миров.

## Тайна портала
Первоначально герои ничего не знают ни о происхождении, ни о принципе действия портала. Как такое возможно, и что соединяет дом на побережье Австралии со старинной усадьбой в Ирландии.
Чтобы исследовать физические свойства одного из камней-ключей от портала, Ханна обращается к своему школьному приятелю Кормаку, но при этом не рассказывает ничего лишнего о своей находке. Магнитные свойства камня оказываются настолько сильны, что Кормак констатирует неисправность датчика, а попутно сообщает: если бы показания датчика были верны и на свете существовал второй такой же магнит, можно было бы мгновенно переместиться в любую точку Земли, причём "это было бы так же просто, как пройти в дверь".
Бывший владелец ирландского поместья Ангус О'Киф, в честь которого и была названа школа, был учёным и путешественником. Именно он учредил школу. Однажды, вернувшись из дальних стран, он сообщил слуге о своей помолвке с некой Клэр Данкан. Вскоре после этого он снова углубился в научные изыскания и целыми неделями не выходил из своей лаборатории в подвале. В один прекрасный день в подвале его просто не оказалось. Он таинственно исчез. Это произошло за сто лет до того, как портал нашли Бретт с Ханной.
Клэр Данкан - Прекрасная Клэр или "Belle Clair" - так называется дом Бретта. Ангус О'Киф построил этот дом для любимой жены, а затем здесь же появились на свет их дети. Он прожил в Перте всю оставшуюся жизнь и был похоронен под фамилией жены. Таким образом выясняется, что Бретт Миллер - законный наследник Ангуса О'Кифа, и при желании мог бы заявить права также на поместье в Ирландии. Но воспользоваться своим невероятным богатством Бретт никогда не сможет - никто не должен знать о портале; а сам портал и есть настоящее сокровище.
В последней серии выясняется, что перемещение между Австралией и Ирландией - лишь одна из возможностей портала; другие комбинации ключей открывают переход между другими странами.

## Список серий
| №Серии | Название серии            | Дата премьеры   |
| ------ | ------------------------- | --------------- |
| 1      | The Portal                | 5 ноября 2004   |
| 2      | Shark Alarm               | 8 ноября 2004   |
| 3      | Pride and Porridge        | 9 ноября 2004   |
| 4      | Magnetic Attraction       | 10 ноября 2004  |
| 5      | Father's Day              | 11 ноября 2004  |
| 6      | Home Alone                | 12 ноября 2004  |
| 7      | Lie Low                   | 15 ноября 2004  |
| 8      | No Return                 | 16 ноября 2004  |
| 9      | Photo Opportunity         | 17 ноября 2004  |
| 10     | A Load of Old Bull        | 23 ноября 2004  |
| 11     | Knockout                  | 24 ноября 2004  |
| 12     | The Burglar               | 25 ноября 2004  |
| 13     | Another Fine Mess         | 1 декабря 2004  |
| 14     | Sticky Fingers            | 2 декабря 2004  |
| 15     | Sunburn                   | 3 декабря 2004  |
| 16     | Tunnel Vision             | 6 декабря 2004  |
| 17     | Dog Down Under            | 7 декабря 2004  |
| 18     | Bottoms Up                | 9 декабря 2004  |
| 19     | Granny Gambit             | 13 декабря 2004 |
| 20     | Tin Soldier               | 14 декабря 2004 |
| 21     | Hostel                    | 15 декабря 2004 |
| 22     | Book Launch               | 21 декабря 2004 |
| 23     | Born to Be Mild           | 22 декабря 2004 |
| 24     | True North                | 22 декабря 2004 |
| 25     | Heir Today, Gone Tomorrow | 24 декабря 2004 |
| 26     | The Precious Book         | 27 декабря 2004 |

- kinopoisk.ru/film/393874/